# Parco nazionale Kakadu
Il parco nazionale Kakadu è un parco nazionale che si trova nel Territorio del Nord, in Australia, 253 chilometri a est della città di Darwin.
Il nome Kakadu deriva da una lingua degli aborigeni australiani chiamata kakadju o gaagudju, che era una delle lingue parlate nel nord del parco agli inizi del XX secolo. Il Gaagudju ora non è più parlato regolarmente, ma i discendenti di quel gruppo linguistico vivono ancora nel Kakadu.
A partire dal 1981 il parco nazionale Kakadu è stato dichiarato patrimonio dell'umanità dall'UNESCO.

## Territorio
Nel parco, che ha una superficie di poco inferiore a quella del Piemonte, si trovano scarpate rocciose, lussureggianti zone acquatiche, savane erbose e cascate. Kakadu, che deve la fama internazionale alle sue meraviglie naturali e culturali, possiede una delle maggiori concentrazioni di siti di arte rupestre aborigena del mondo.

### Clima
Nel parco vi sono due stagioni, la umida e la secca. Nella stagione umida, che va da ottobre ad aprile, molti punti interessanti sono praticamente irraggiungibili perché allagati, così la stagione di punta per i turisti è la stagione secca, che va da maggio a settembre.Gli aborigeni invece riconoscono nella regione del Kakadu sei stagioni:
- gunumeleng, che va da metà ottobre alla fine di dicembre, in cui si hanno tempeste premonsoniche con temperatura alta e temporali durante il pomeriggio;
- gudjewg, che va da gennaio a marzo, stagione monsonica con temporali, forti piogge e alluvioni; l'umidità e il forte caldo provocano un'esplosione di vita animale e vegetale;
- banggerreng, in aprile, stagione in cui le acque si ritirano dalle aree allagate ma violente tempeste e forte vento abbattono la vegetazione;
- yegge, da maggio a metà giugno, relativamente fresca con bassa umidità, stagione in cui gli Aborigeni storicamente cominciavano a bruciare ampie zone di foresta per "ripulire" ed incoraggiare la crescita di nuovi pascoli;
- wurrgeng, da metà giugno a metà agosto, la stagione fredda, con bassa umidità: la maggior parte dei ruscelli si secca e le zone allagate si asciugano velocemente;
- gurrung, da metà agosto a metà ottobre, stagione calda e secca in cui la boscaglia secca può bruciare.

### Comuni

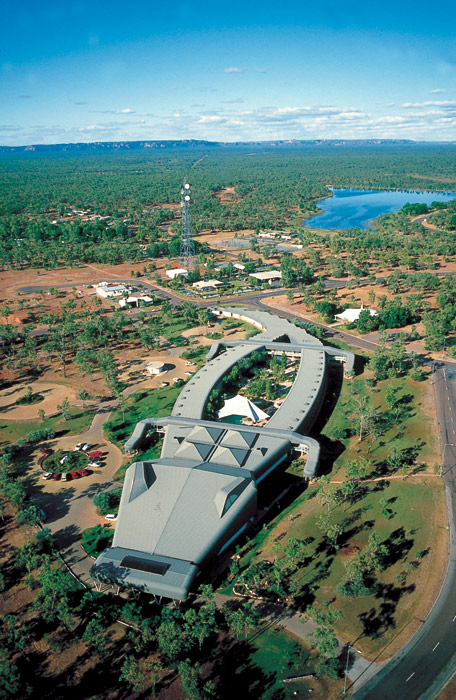
Four Season Hotel a Jabiru

Al centro del parco si trova la città di Jabiru, unico centro abitato situato in un parco nazionale in Australia, che funge da punto di partenza di molti tour anche nel vicino Mary River National Park, dove trovano rifugio milioni di uccelli e dove abbonda il barramundi; si trovano qui un paio di alberghi, fra cui il Four Season Hotel, dalla caratteristica forma di coccodrillo.

## Storia
Depositi di uranio furono trovati nell'area di Kakadu fin dal 1953, e nel 1969 è iniziata l'estrazione dell'uranio, generando proteste da parte degli aborigeni, sia per ragioni di inquinamento ambientale che per ragioni spirituali, dato che l'area è considerata sacra. Si è giunti a un compromesso, consentendo l'attività mineraria limitatamente a dove era già autorizzata ma non estendondola ulteriormente, creando il parco nazionale a protezione del resto (due aree di estrazione, Ranger e Jabiluka, sono escluse dal parco pur essendone circondate), e riconoscendo agli aborigeni delle royalties. Il parco è stato formalmente inaugurato nel 1981, ma la sua prima sezione è stata già aperta al pubblico il 5 aprile 1979.. La produzione nella miniera Ranger è cessata nel 2021, mentre quella a Jabiluka non è mai iniziata, nonostante i lavori intrapresi.

## Flora
Esistono diversi tipi di piante tra cui l'eucalipto e altre piante tropicali come le palme mentre nei fiumi e nelle pozze temporanee si può trovare il fiore di loto.

## Fauna
Le attrazioni più famose sono però costituite dalle zone umide del parco, ove si trovano numerose popolazioni di coccodrilli. Tra gli uccelli sono presenti numerosissime specie, dal becco a sella asiatico agli jacana che saltano di giglio in giglio.
Tra le altre specie di volatili vanno ricordati gli aironi, numerosissimi, e i falchi pescatori.

## Punti di interesse
Le attrazioni del parco comprendono l'opportunità di esplorare la storia degli indigeni, della geologia, degli animali e delle piante che hanno reso Kakadu un luogo unico al mondo. Il Warradjan Aboriginal Cultural Centre presenta la cultura degli aborigeni del Kakadu in una forma comprensibile a tutti.

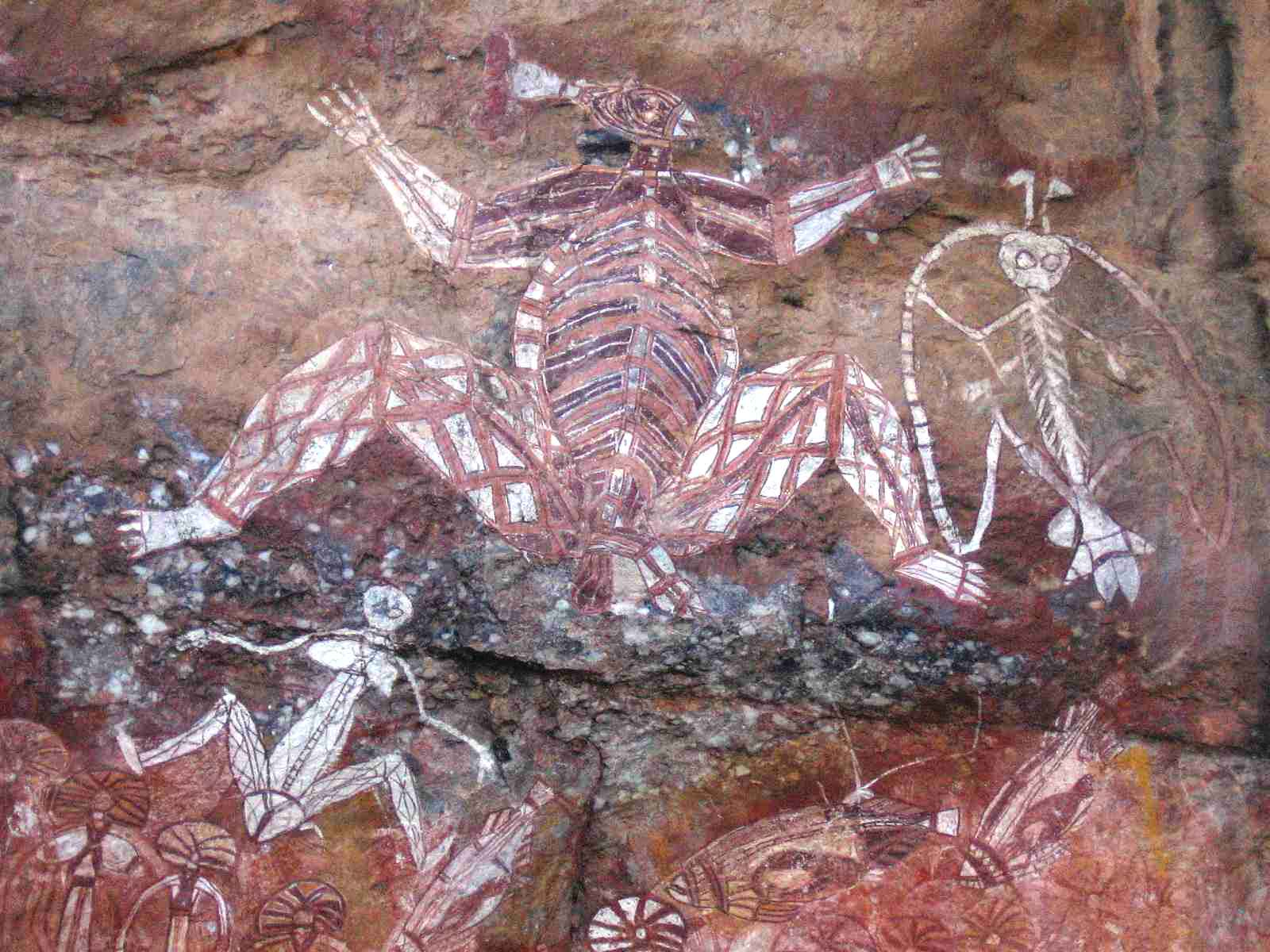
Pittura rupestre a Nourlangie Rock

Di grande interesse etnologico e storico sono le antichissime incisioni rupestri degli aborigeni presenti a Ubirr e Nourlangie Rock. 
A est di Kakadu si estende la terra aborigena di Arnhem, vastissima con una superficie pari a
quella del Nord Italia. Vi risiedono molti aborigeni che continuano a vivere secondo la tradizione. Per l'accesso
ad Arnhem Land occorre essere in possesso di un permesso, ottenibile contattando il Northern Land Council.

## Galleria d'immagini

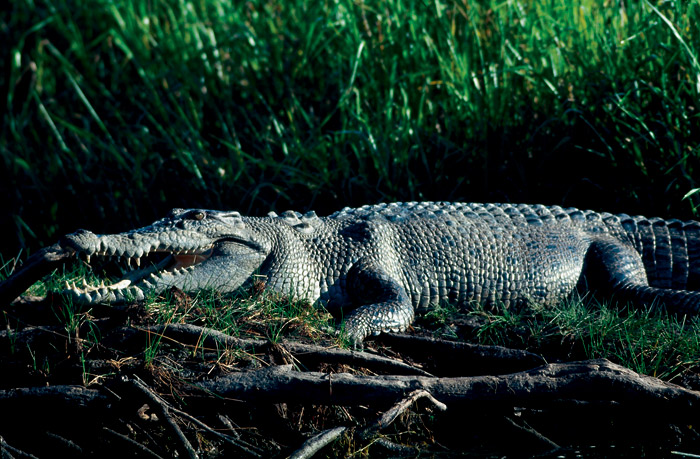
Salt water crocodile - Kakadu National Park.
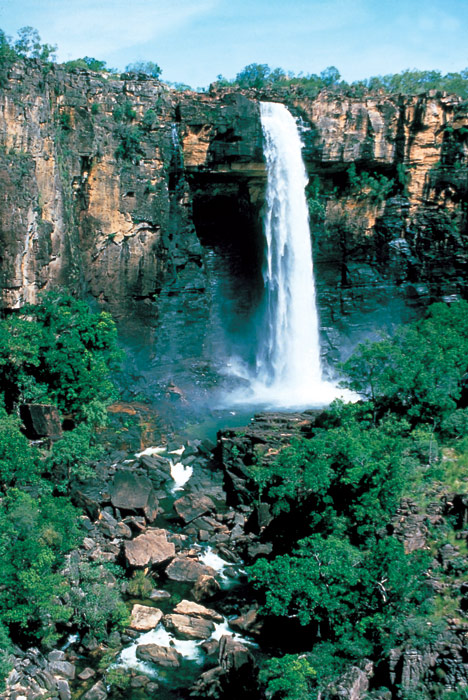
Waterfall in Kakadu.
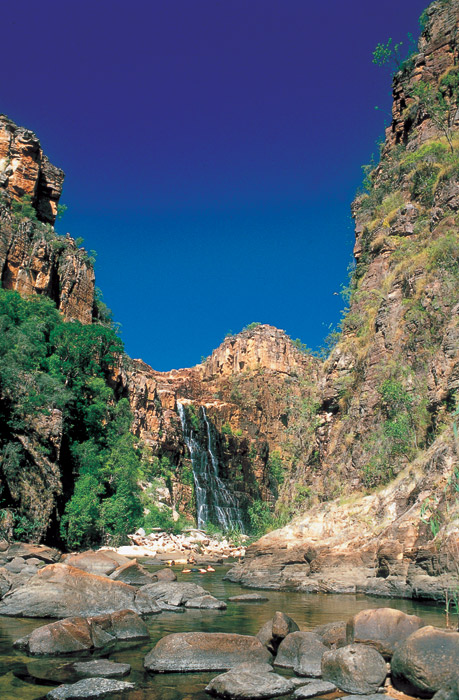
Twin Falls.
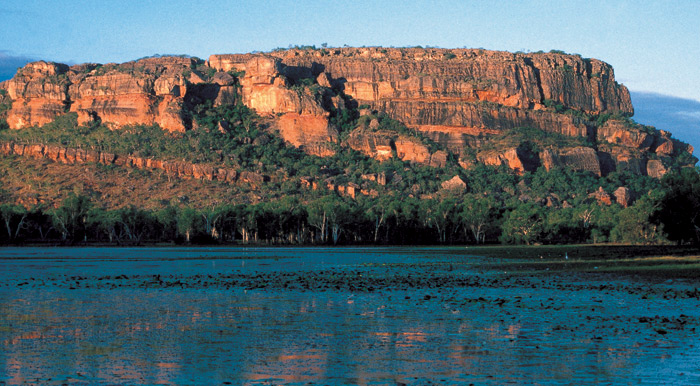
Nourlangie Rock.
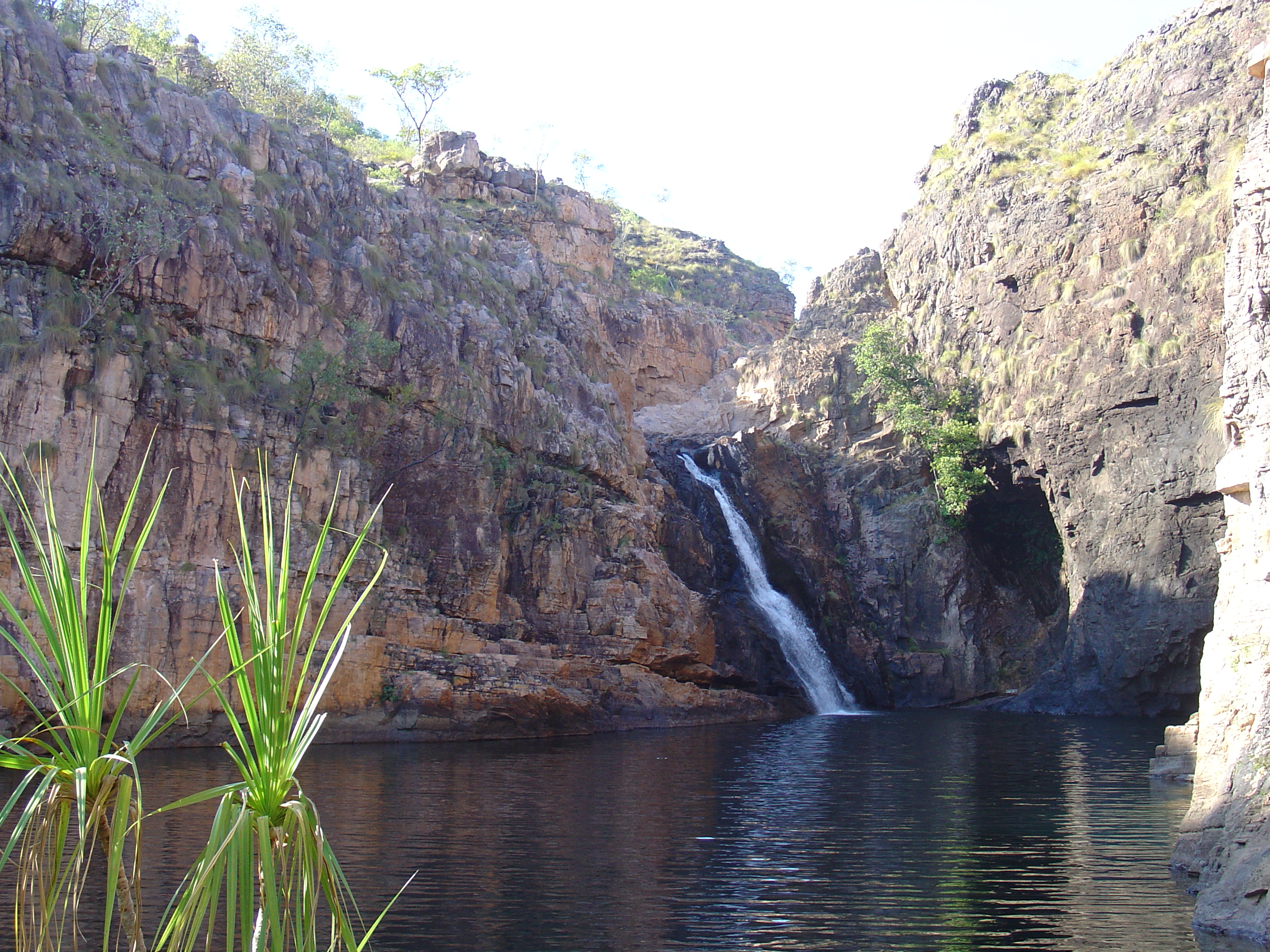
Maguk (Barramundie Gorge)
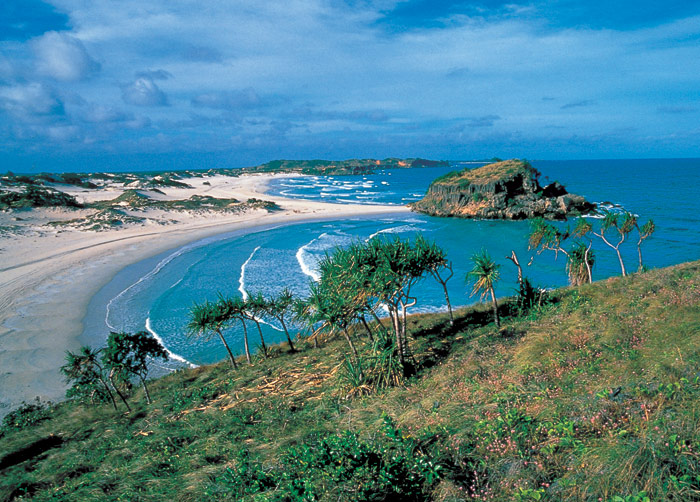
Nanydjaka (Cape Arnhem Coast) - Kakadu National Park
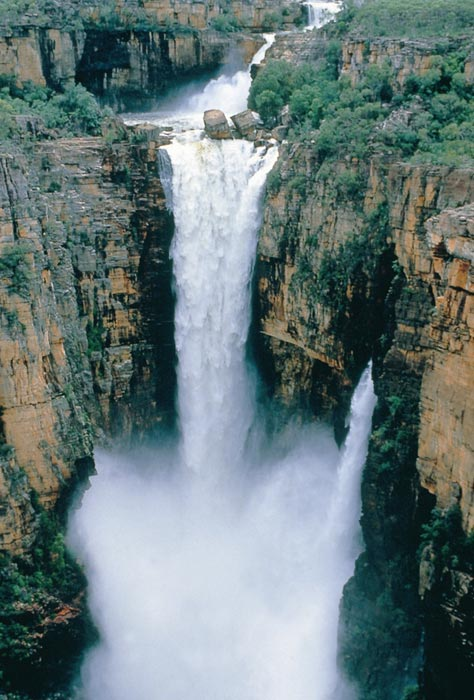
Jim Jim Falls